# Elette 1963-1964
Il campionato Elette 1963-1964 ha rappresentato la quarantaduesima edizione del massimo campionato italiano di pallacanestro.
Il girone delle Elette rimane di 14 squadre, che si affrontano in partite di andata e ritorno. Lo scudetto viene assegnato alla prima in classifica e le ultime quattro retrocedono direttamente in Serie A.
L'Ignis Varese interrompe la supremazia della Simmenthal Milano, vincendo il suo secondo titolo. Alle spalle delle due lombarde si classifica la Knorr Bologna.

## Classifica
|  |     | Classifica finale 1963-1964 | Pt | G  | V  | P  | GF   | GS   |
|  | --- | --------------------------- | -- | -- | -- | -- | ---- | ---- |
|  | 1.  | Ignis Varese                | 50 | 26 | 24 | 2  | 2209 | 1825 |
|  | 2.  | Simmenthal Milano           | 49 | 26 | 23 | 3  | 2375 | 1790 |
|  | 3.  | Knorr Bologna               | 49 | 26 | 23 | 3  | 2087 | 1683 |
|  | 4.  | Levissima Cantù             | 40 | 26 | 14 | 12 | 2013 | 1938 |
|  | 5.  | Libertas Biella             | 39 | 26 | 13 | 13 | 1892 | 1904 |
|  | 6.  | Libertas Livorno            | 39 | 26 | 13 | 13 | 1898 | 1996 |
|  | 7.  | Stella Azzurra Roma         | 38 | 26 | 12 | 14 | 1834 | 1866 |
|  | 8.  | U.G. Goriziana              | 37 | 26 | 11 | 15 | 1999 | 2027 |
|  | 9.  | Petrarca Padova             | 36 | 26 | 10 | 16 | 1773 | 1826 |
|  | 10. | Fides Bologna               | 36 | 26 | 10 | 16 | 1903 | 1995 |
|  | 11. | G.B.C. Lazio Roma           | 36 | 26 | 10 | 16 | 1828 | 2003 |
|  | 12. | Partenope Napoli Basket     | 35 | 26 | 9  | 17 | 1601 | 1826 |
|  | 13. | Algor Varese                | 33 | 26 | 7  | 19 | 1843 | 1971 |
|  | 14. | Marina La Spezia            | 29 | 26 | 3  | 23 | 1461 | 2066 |

## Verdetti
- Campione d'Italia:  Pallacanestro Varese

Formazione: Bronzi, Sauro Bufalini, Antonio Bulgheroni, Giambattista Cescutti, Guido Carlo Gatti, Giovanni Gavagnin, Remo Maggetti, Andrea Ravalico, Valerio Vatteroni, Massimo Villetti. Allenatore: Vittorio Tracuzzi.
- Retrocessioni in Serie A: G.B.C. Lazio Roma, Partenope Napoli Basket, Algor Varese e Marina La Spezia.